# Odorrana junlianensis
Odorrana junlianensis es una especie de anfibio anuro de la familia Ranidae.

## Distribución geográfica
Esta especie habita entre los 650 y 1150 m de altitud:
- en la República Popular de China, en el suroeste de Sichuan, el oeste de Guizhou y el noreste de Yunnan;
- en el norte de Laos;
- en el noroeste de Vietnam.[4]

## Etimología
Su nombre de especie, compuesto por junlian y el sufijo latín -ensis, significa "que vive en, que habita", y le fue dado en referencia al lugar de su descubrimiento, el condado de Junlian.

## Publicación original
- Fei & Ye, 2001 : The Color Handbook of the Amphibians of Sichuan. Chengdu, Sichuan, China: Sichuan Forestry Department, Sichuan Association of Wildlife Conservation and Chengdu Institute of Biology, Chinese Academy of Sciences.[5]